# Nicea (mitología)
En la mitología griega, Nicea (en griego Νίκαια, Níkaia, «victoriosa») era una ninfa náyade violada por Dioniso. Es mencionada en al menos dos fuentes tardías y se dice que habitaba en los bosques desiertos de una región de Bitinia. Dio su nombre a la ciudad de Nicea y se dice hija del río Sangario y de Cíbele, diosa frigia por excelencia.  

## Nono de Panópolis
Se dice que por entonces Nicea, doncella armada con arco y flechas, se crio y floreció entre las ninfas de Astacia. Un pastor de Frigia, de nombre Himno, se enamoró de ella, que era seguidora de la diosa Artemisa, y que también rechazaba los afectos del amor. Angustiada por su persistencia, le disparó en el corazón con una flecha y le mató. Eros, furioso por su crueldad, inspiró un fuerte deseo a Dioniso a enamorarse de ella. La persiguió durante mucho tiempo, pero se resistió continuamente hasta que se las arregló para emborracharla convirtiendo el agua de un manantial en vino. Así de esta unión nació Teleté (la «consagración» o «iniciación»), que se convertiría en seguidora de su padre. Nicea pensó en suicidarse al principio, pero finalmente se reconcilió con Dioniso y tuvo otro hijo con él, Sátiro. Fue entonces cuando Dioniso fundó la ciudad de Nicea con un doble sentido, para conmemorar la victoria (níké) sobre los indios, y para recordar a Nicea, la doncella cazadora.

## Focio
La ciudad de Nicea debe su nombre a una náyade llamada Nicea. Se dice que la ninfa Nicea era hija de Cíbele y Sangario, que gobernaba el país. Prefirió la virginidad a la cohabitación con un hombre y pasó su vida cazando entre las montañas. Dioniso se enamoró de ella, pero ella rechazó sus insinuaciones. Tras su rechazo Dioniso intentó alcanzar su deseo mediante un truco. Llenó una fuente, antes llena de agua, con vino, en la que normalmente Nicea, cuando estaba agotada por la caza, tomaba un descanso reparador. Sin sospecharlo Nicea bebió hasta saciarse del engañoso líquido que parecía agua enturbiada. Entonces la embriaguez y el sueño se apoderaron de ella y se sometió a los deseos de su amante, incluso en contra de su voluntad. Dioniso tuvo relaciones con ella y engendró a un varón, Sátiro, y además a otros hijos que el autor no cita. Focio refiere que la ciudad de Nicea fue establecida por los hombres del ejército de Alejandro Magno y que estos provenían de otra ciudad homónima, Nicea, ubicada junto a Fócida.